# Kalophrynus yongi
Kalophrynus yongi es una especie de anfibio anuro de la familia Microhylidae.

## Distribución geográfica
Esta especie es endémica del estado de Pahang en Malasia peninsular. Se conoce solo en su localidad típica, cerca de la cima de Gunung Brinchang, a unos 1950 m de altitud.

## Etimología
Esta especie lleva el nombre en honor a Hoi-sen Yong. 

## Publicación original
- Matsui, 2009 : A new species of Kalophrynus with a unique male humeral spine from Peninsular Malaysia (Amphibia, Anura, Microhylidae). Zoological Science, vol. 26, p. 579-585.[3]